# Serdar Özkan
Serdar Özkan (* 1. Januar 1987 in Düzce) ist ein türkischer Fußballspieler.

## Sportliche Karriere

### Vereinsfußball
Serdar Özkan wurde mit 16 Jahren von der eigenen Jugend bei Beşiktaş unter Vertrag genommen. Entdecker dieses Spielers war der damalige Trainer Mircea Lucescu. Obwohl er keine Erfahrungen als Profifußballer hatte, nahm Lucescu ihn mit zum Trainingslager in der Schweiz und nominierte ihn für die Spiele der UEFA Champions League. Nach dem Weggang Lucescus von Beşiktaş wurde es leise um Serdar Özkan. 2004/05 war er an İstanbulspor verliehen, danach ging er für ein Jahr zu Akçaabat Sebatspor. 2006/07 kehrte er wieder zu Beşiktaş auf das Spielfeld zurück. Jean Tigana legte sehr großen Wert auf die jungen Spieler Beşiktaş Istanbuls und dies war die Gelegenheit für Serdar sich zu beweisen, trotzdem ging er auf Leihbasis zu Samsunspor. 
In der Saison 2008/09 wurde Özkan mit Beşiktaş türkischer Meister und Pokalsieger. Nachdem sein Vertrag bei Beşiktaş am Ende der Saison 2009/10 nicht verlängert worden war, wechselte er daraufhin ablösefrei zum Stadtrivalen Galatasaray Istanbul. Dort kam er lediglich zu zwei Ligaspielen und wurde am 12. Januar 2011 entlassen. Er unterschrieb einen 2,5-Jahres-Vertrag bei MKE Ankaragücü. 
Nachdem Ankaragücü in der Saison 2011/12 in große finanzielle Probleme geraten war, wurden viele Spieler freigestellt. Unter den freigestellten war auch Özkan, der daraufhin zum Ligakonkurrenten Samsunspor ging. Dieser Verein verpasste zum Saisonende den Klassenerhalt, woraufhin Özkan den Verein verließ. Am Ende der Sommertransferperiode wechselte er zum Zweitligisten Şanlıurfaspor.
Ein einem Jahr kehrte er zur Süper Lig und heuerte bei Sanica Boru Elazığspor an. Nachdem dieser Verein zum Saisonende 2013/14 den Klassenerhalt verfehlte und absteigen musste, wechselte Özkan im Sommer 2014 zu Sivasspor. Gegen Ende des vorsaisonalen Vorbereitungscamps wurde sein Vertrag nach gegenseitigem Einvernehmen wieder aufgelöst.
Mitte August 2014 unterschrieb er beim Erstligisten Eskişehirspor einen Zweijahresvertrag. Nach einer Saison wechselte er zum neuen Erstligisten Antalyaspor. Bei diesem Verein spielte er in 30 von möglichen Ligaspielen. Nachdem er in seiner zweiten Saison bei 19 Spieleinsätzen geblieben war, verließ er den Verein im Sommer 2017 nach gegenseitigem Einvernehmen mit der Vereinsführung ein Jahr vor Vertragsende. Für die Saison 2017/18 heuerte er beim Erstligisten Gençlerbirliği Ankaraan. Nach dieser Saison kehrte er zurück zu Antalyaspor.

### Nationalmannschaft
Serdar Özkan machte sein erstes Länderspiel für die Türkei in der EM-Qualifikation 2008 gegen Ungarn.

## Erfolge
Mit Beşiktaş Istanbul
- Türkischer Fußballmeister: 2008/09
- Türkischer Pokalsieger: 2008/09